# 1,1-Dibromoetileno
1,1-Dibromoetileno, 1,1-dibromoeteno, ou brometo de vinilideno é um composto químico orgânico de fórmula C2H2Br2, SMILES C=C(Br)Br, massa molecular 185,84528. É classificado com o número CAS 593-92-0, EINECS 209-818-4, e BRN 1697555.